# Liste des ennemis du maïs
Liste des ennemis du maïs cultivé.

## Principaux ravageurs du maïs
- Mulots (Apodemus sylvaticus)
- Ragondin (Myocastor coypus)
- Corbeaux (Corvus spp.)
- Sanglier (Sus scrofa)

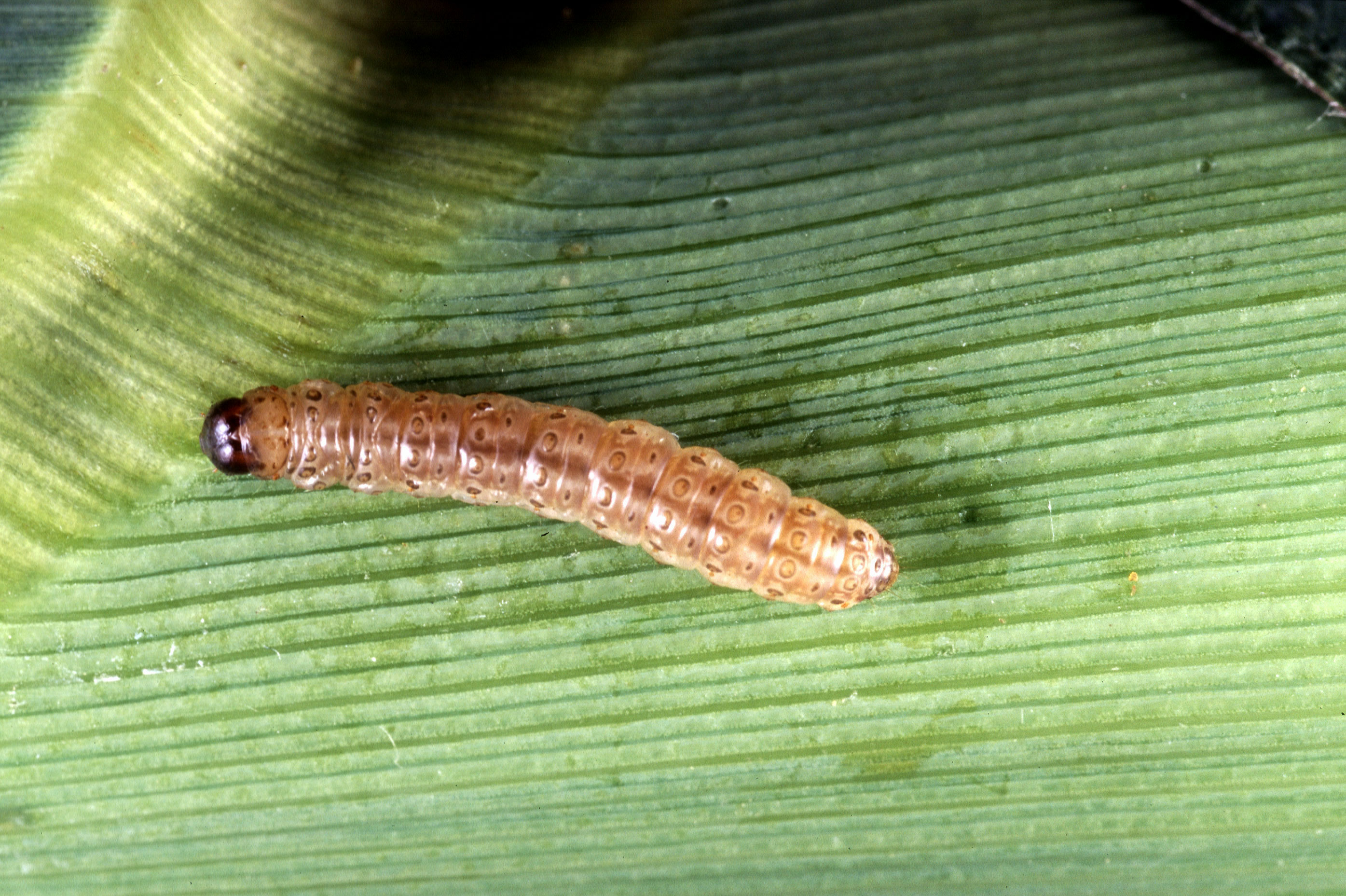
Larve de la pyrale du maïs, principal ravageur de cette culture en France

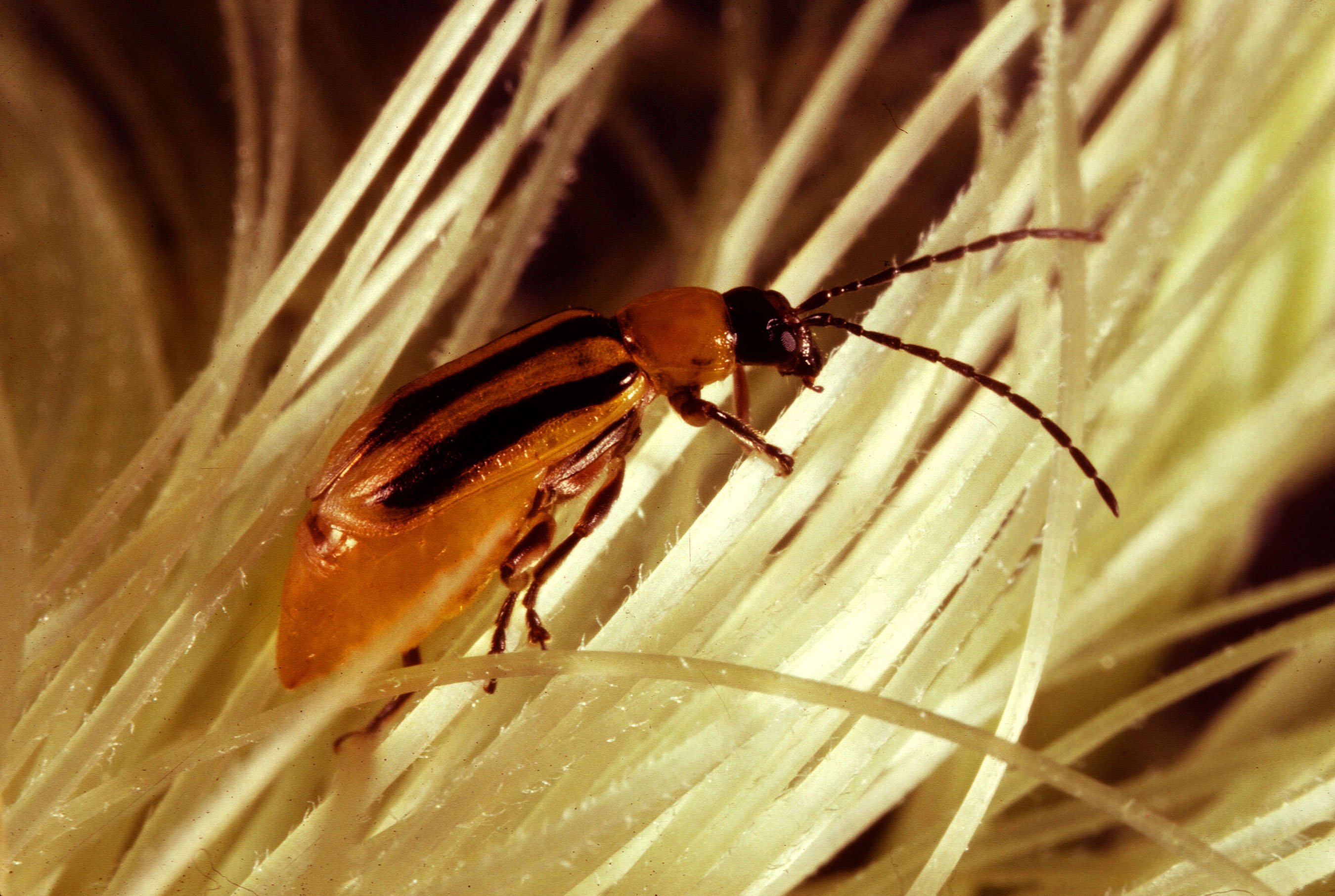
Chrysomèle des racines du maïs, un ravageur récemment apparu en Europe

- Carabe du maïs (Stenolophus lecontei)
- Chrysomèle des racines du maïs (Diabrotica virgifera)
- Hanneton (Melolontha melolontha)
- Mouche grise des semis (Delia platura)
- Mouche des plantules de maïs (Geomyza tripunctata)
- Nématode de l'avoine (Heterodera avenae)
- Noctuelle des moissons (Agrotis segetum),
- Noctuelle du maïs ou sésamie (Sesamia nonagrioides),
- Noctuelle ponctuée (Mythimna unipunctata)
- Noctuelle ypsilon (Agrotis ypsilon)
- Noctuelle de la pomme de terre
- Oscinie de l'Avoine (Oscinella frit).
- Puceron du merisier à grappe (Rhopalosiphum padi)
- Puceron des épis de céréales (Sitobion avenae)
- Pyrale du maïs (Ostrinia nubilalis)
- Taupin
- Tétranyque tisserand (Tetranychus urticae)
- Tipule des prairies (Tipula paludosa)
- Ver fil-de-fer (ou larve de taupin)

## Principales maladies
Maladies à virus
- Mosaïque nanisante du maïs
- Striure du maïs

Maladies bactériennes

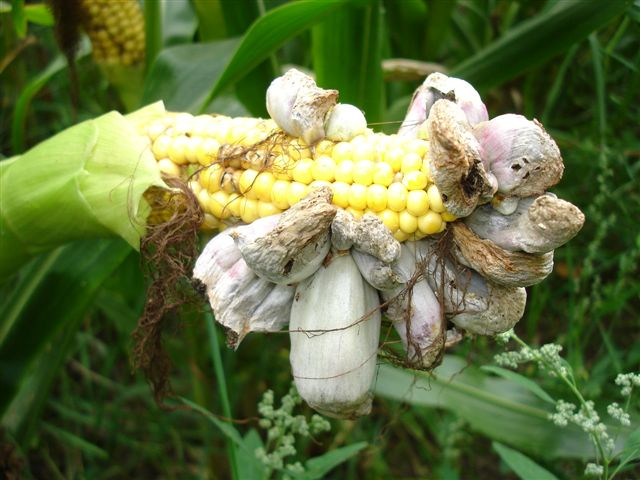
Dégâts du charbon du maïs (Ustilago maydis) sur épi

- Flétrissure de Stewart (Pantoea stewartii)

Maladies cryptogamiques
- Charbon du maïs (Ustilago maydis)
- Charbon des inflorescences
- Cercosporiose du maïs (Cercospora zeae-maydis)
- Fusariose de l'épi
- Helminthosporiose (Exserohilum turcicum)
- Rouille commune (Puccina sorghi)